# Thorectes rugatulus
Thorectes rugatulus är en skalbaggsart som beskrevs av Henri Jekel 1865. Thorectes rugatulus ingår i släktet Thorectes och familjen tordyvlar. Inga underarter finns listade i Catalogue of Life.